# DNEG Animation
DNEG Animation (tidigare känd som DNEG Feature Animation) är en brittisk animationsstudio som är en division av visuella effektföretaget DNEG.

## Filmografi
| Titel                   | Releasedatum     | Regissör(er)                      | Distributör             | Samproduktion med                                                                         |
| ----------------------- | ---------------- | --------------------------------- | ----------------------- | ----------------------------------------------------------------------------------------- |
| Ron rör om              | 22 oktober 2021  | Sarah Smith                       | 20th Century Studios    | 20th Century Animation Locksmith Animation TSG Entertainment                              |
| Nimona                  | 30 juni 2023     | Nick Bruno och Troy Quane         | Netflix                 | Annapurna Animation                                                                       |
| Under bryggan           | 27 oktober 2023  | David Soren                       | Paramount Pictures      | Paramount Animation Big Kid Pictures                                                      |
| Katten Gustaf – Filmen  | 24 maj 2024      | Mark Dindal                       | Sony Pictures Releasing | Columbia Pictures Alcon Entertainment Prime Focus One Cool Group Limited Wayfarer Studios |
| Den där julen           | 6 december 2024  | Simon Otto                        | Netflix                 | Netflix Animation Locksmith Animation                                                     |
| Katten i hatten         | 27 februari 2026 | Erica Rivinoja Alessandro Carloni | Warner Bros. Pictures   | Warner Bros. Pictures Animation Dr. Seuss Enterprises A Stern Talking To                  |
| The Angry Birds Movie 3 | 29 januari 2027  | John Rice                         | Paramount Pictures      | Rovio Entertainment Sega Sammy Group Prime Focus Studios                                  |
| Bad Fairies             | 23 juli 2027     | Megan Nicole Dong                 | Warner Bros. Pictures   | Warner Bros. Pictures Animation Locksmith Animation                                       |